# Aliança Atlética Futebol Clube
El Aliança Atlética Futebol Clube es un club de fútbol de Brasil de la ciudad de Beberibe en el estado de Ceará. Fue fundado el 27 de marzo de 2008 y juega en el Campeonato Cearense de Serie C.

## Historia
El club fue creado originalmente en la ciudad de Pacatuba, Ceará y especialmente el primero constituido en forma de sociedad empresarial.
En 2010 el club transfirió sus actividades a la Serra da Ibiapaba en la región Norte del Estado de Ceará, estando actualmente trabajando la formación de Atletas de varias ciudades de la región.
En 2011, ya bajo el nombre Aliança Ibiapaba, el equipo vuelve a las competiciones profesionales para disputar el Campeonato Cearense de Tercera División , siendo ahora sede en el municipio de Viçosa do Ceará.
En el año 2015, el club fundó una unidad en la ciudad de Carapicuíba, São Paulo, y en 2016, disputó la 1ª edición de la Taça Paulista, organizada por la Liga de Futebol Paulista.

## Desempeño en competiciones

### Campeonato Cearense de Serie B
| Año  | Posición         |
| ---- | ---------------- |
| 2017 | 4º               |
| 2018 | 10º (descendido) |

### Campeonato Cearense de Serie C
| Año  | Posición        |
| ---- | --------------- |
| 2008 | 10º             |
| 2009 | 11º             |
| 2012 | 12º             |
| 2015 | 6º              |
| 2020 | 3º              |
| 2021 | 10º (se retiró) |
| 2024 | 6º              |